# Alan Ford
Alan Ford je stripovski lik (izmišljena oseba), ki nastopa v istoimenskem stripu. Izvirno je strip izhajal v Italiji (od leta 1969), prevod, predvsem pa odlična priredba prevajalca Nenada Brixya pa ga je v drugi polovici sedemdesetih let 20. stoletja izstrelila v vrh priljubljenosti na področju nekdanje Jugoslavije (v Jugoslaviji je pričel izhajati že 1970). Zanimivo je, da je tu dosegel celo večjo priljubljenost kot v domovini Italiji. Kasneje je strip izhajal tudi v slovenščini, za priredbo je 
poskrbel Branko Gradišnik. Izšlo je 51 številk stripa (1993, koprodukcija Co.Libri, Mladinska Knjiga in Aster Zagreb)
Strip je zasnovan kot kriminalka, govori pa o tajnih agentih, ki rešujejo svet pred kriminalci, iščejo usodne mikrofilme in sploh počnejo vse, kar velja za stereotipne predstave o tajnih agentih. Zabaven ton daje stripu dejstvo, da je skupina agentov (s tajnim imenom TNT (Ekipa TNT), hrvaško »Grupa TNT«, izvirno »Gruppo TNT«) pravzaprav revna in dela vedno s praznimi želodci, se prevaža z bizarnimi prevoznimi sredstvi in uporablja zarjavelo in razpadajoče orožje - brez streliva. Komičnost stripa pa je le površinska: v resnici gre za socialno in družbeno satiro, ki neusmiljeno biča človeške slabosti, dotakne pa se vseh - od najnižjih slojev pa vse do družbene smetane. Strip preko grotesknih likov in situacij obravnava rasizem, fašizem, ekološko problematiko, družbeno razslojevanje, revščino, oboroževanje, korupcijo, izkoriščanje delovne sile, pehanje za dobičkom in druga vprašanje podobne narave. Razmere v Jugoslaviji so bile takrat očitno ravno pravšnje, da so junaki stripa izjemno prirasli k srcu mladim in starim, osnovnošolcem in intelektualcem vseh republik.

#### Člani grupe TNT
- Broj 1
- Alan Ford
- Bob Rock
- Sir Oliver
- Grunf (Otto von Grunt)
- Debeli Šef (Gervasius Twinklminkelson)
- Jeremija (Jeremija Lešina)
- Klodovik, papiga ki jo je Broj Jedan dobil od svojega dedka
- Nosonja - pes
- Skviki - hrček
- Xerex - kača
- Prudy - maček

#### Ostali člani grupe TNT
- Minuette Macon
- Pellicus

### Vzporedni liki
- Sosed
- Inspektor Brok

...

### Negativci
- Superhik, največji sovražnik Grupe TNT. Krade revnim in nemočnim in daje bogatim
- Beppa Joseph
- Gumiflex
- Profesor Kreutzer
- Arsen Lupiga
- Konspirator
- Margot
- Tromb
- George Duls
- Maharadža Blic
- Trio Fantastikus
- Baby Kate
- Veliki Cezar

...

## Avtorji
- Roberto Raviola - Magnus
- Luciano Secchi - Max Bunker